# LIFFE
A LIFFE, ou London International Financial Futures and Options Exchange, é o mercado de derivados e matérias-primas da NYSE Euronext.

## O que pode ser negociado nesta bolsa?
Nesta bolsa, podem ser negociadas acções de empresas de produção e distribuição de matérias e seus derivados, como a Galp. Também podem ser negociadas as próprias matérias-primas, entre as quais açúcar ou petróleo.